# Bender (ciudad)

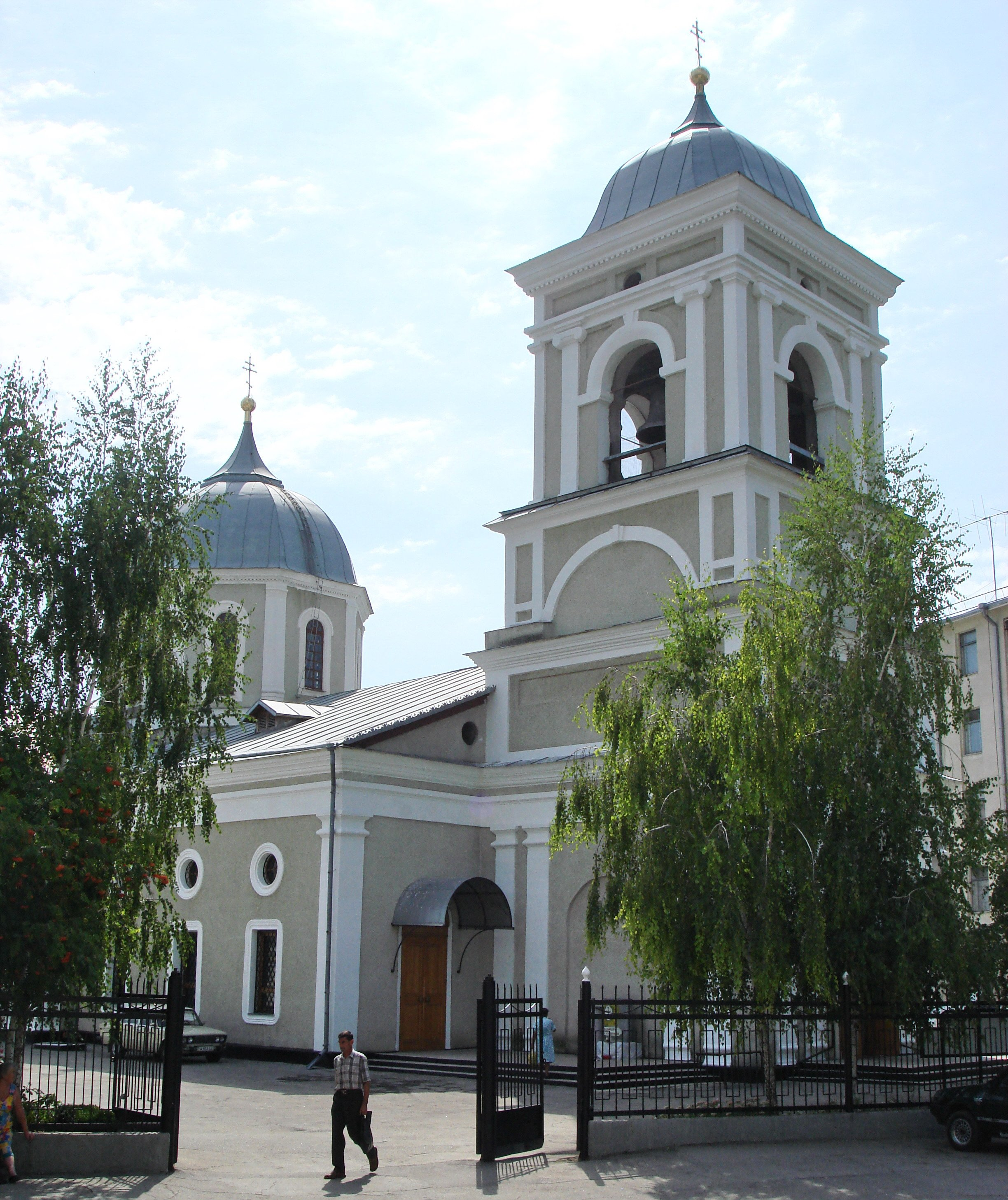
Catedral de la Transfiguración de la Tighina del.

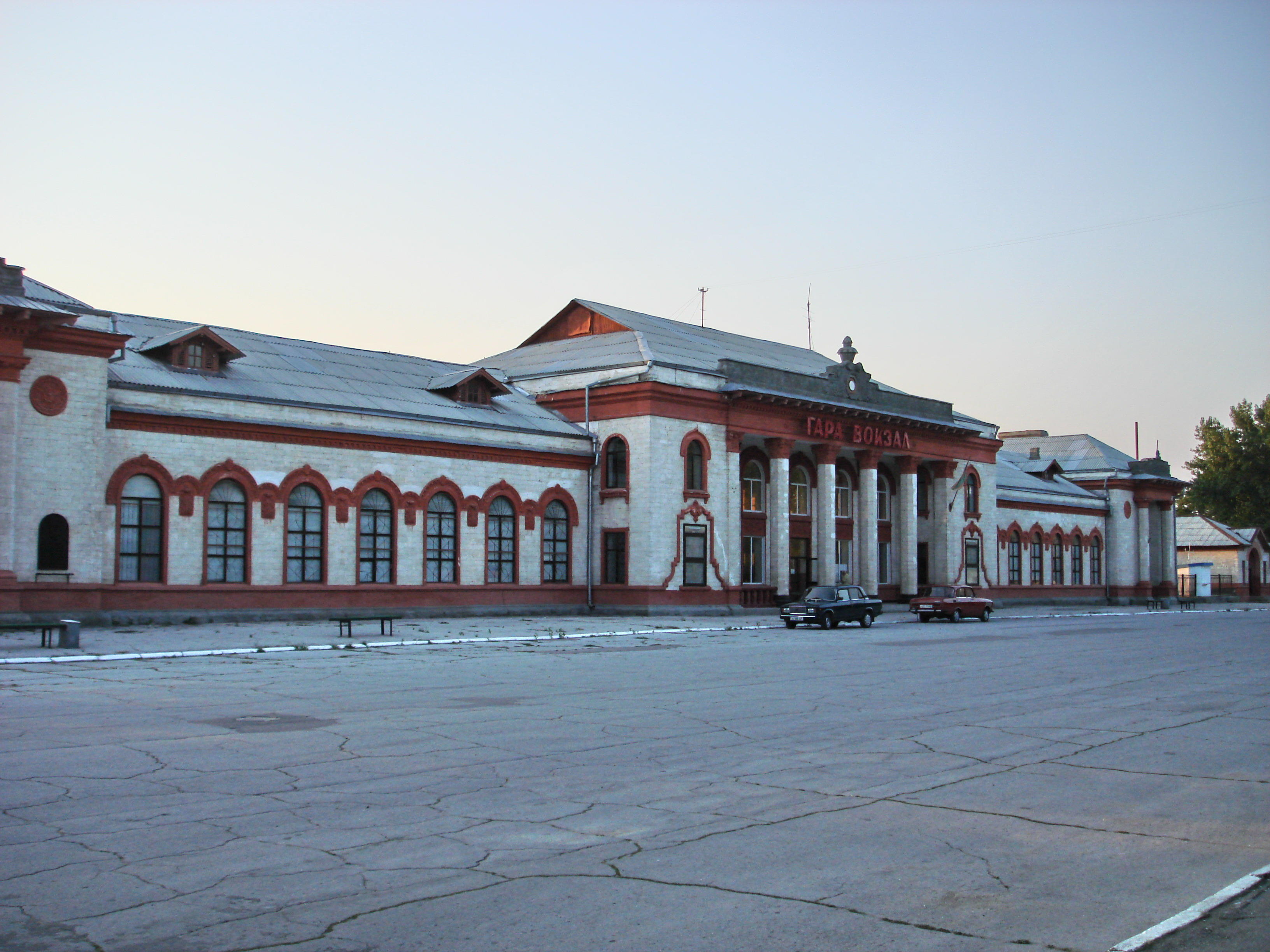
Estación de tren de Tighina.

Bender (en rumano: Bender, en ruso: Бендеры) también conocida como Tighina, es una ciudad en Moldavia. Aunque está ubicada en la orilla derecha del río Dniéster, está controlada por la región separatista de Transnistria. Junto con su suburbio Proteagailovca, la ciudad forma un municipio, que está separada de Transnistria según las leyes moldavas. Bendery se encuentra en la zona de protección establecida a finales de la guerra de Transnistria. Mientras que la comisión de control conjunta tiene poderes de supervisión, Transnistria tiene de facto el control administrativo, mientras que tanto Moldavia como Transnistria tienen pequeñas fuerzas de policía en la ciudad.[cita requerida] Es la cuarta ciudad más grande de Moldavia, después de Chisináu (capital de Moldavia), Tiráspol y Bălți.

## Geografía
Se encuentra en el sur de Moldavia, al lado del territorio en disputa moldavo de Transnistria, con capital en  Tiráspol. Bender está atravesada por el río Dniéster, uno de los más grandes de Europa.

## Historia
Villa del Principado de Moldavia, fue ocupada por el Imperio otomano en 1538, que la mantuvo hasta su anexión al Imperio ruso en 1812 mediante el Tratado de Bucarest.
En su fortaleza se refugió el rey Carlos XII de Suecia, tras su derrota en la batalla de Poltava en 1709, hasta su expulsión por Ahmed III en 1713.
El 7 de febrero de 1918 fue ocupada por las tropas rumanas. Después del final de la Segunda Guerra Mundial, pasó a formar parte de la República Socialista Soviética de Moldavia.

## Nombre
Mencionado por primera vez en 1408 como Tyagyanyakyacha (Тягянякяча) en un documento en eslavo antiguo (el término tiene orígenes cumanos), la ciudad era conocida en la Edad Media como Tighina en rumano de fuentes moldavas y más tarde como Bender en fuentes otomanas . La fortaleza y la ciudad se llamaron Bender durante la mayor parte del tiempo, fueron un rayah de los otomanos (1538-1812), y durante la mayor parte del tiempo pertenecieron al Imperio Ruso (1828-1917). Eran conocidos como Tighina (Тигина,[tiˈɡina] ) en el Principado de Moldavia , en la primera parte del período del Imperio Ruso (1812–1828), y durante el tiempo que la ciudad perteneció a Rumania (1918–1940; 1941–1944).

## Historia
La ciudad se mencionó por primera vez como un importante puesto aduanero en una concesión comercial emitida por el voivoda moldavo Alejandro el Bueno a los comerciantes de Lviv el 8 de octubre de 1408. El nombre "Tighina" se encuentra en documentos de la segunda mitad del siglo XV. Los comerciantes genoveses solían llamar a la ciudad Teghenaccio. La ciudad era el principal punto aduanero de Moldavia en la carretera comercial que unía el país con el kanato de Crimea. Durante su reinado en Moldavia, Esteban III hizo construir un pequeño fuerte de madera en la ciudad para defender el asentamiento de las incursiones tártaras.
En 1538, el sultán otomano Solimán el Magnífico conquistó la ciudad de Moldavia y la rebautizó como Bender. Sus fortificaciones se convirtieron en una fortaleza completa bajo el mismo nombre bajo la supervisión del arquitecto turco Koji Mimar Sinan. Los otomanos lo usaron para mantener la presión sobre Moldavia. A finales del siglo XVI se hicieron varios intentos fallidos de recuperar la fortaleza: en el verano de 1574 el príncipe Juan III el Terrible dirigió un asedio a la fortaleza, al igual que Miguel el Valiente en 1595 y 1600. Casi al mismo tiempo la fortaleza fue atacado por los cosacos de Zaporiyia.
En el siglo XVIII, el área del fuerte fue ampliada y modernizada por el príncipe de Moldavia Antioh Cantemir, quien llevó a cabo estas obras bajo la supervisión otomana.
En 1713, la fortaleza, la ciudad y el pueblo vecino de Varnița fueron escenario de escaramuzas entre Carlos XII de Suecia , que se había refugiado allí con el atamán cosaco Iván Mazepa tras su derrota en la batalla de Poltava en 1709, y los otomanos. que deseaba hacer cumplir la salida del rey sueco.
Durante la segunda mitad del siglo XVIII, la fortaleza cayó tres veces ante los rusos durante las guerras ruso-turcas (en 1770, 1789 y en 1806 sin luchar).
Junto con Besarabia, la ciudad fue anexada al Imperio Ruso en 1812 y permaneció como parte de la gobernación de Besarabia hasta 1917. Muchos ucranianos, rusos y judíos se establecieron en Bender o sus alrededores, y la ciudad rápidamente se volvió predominantemente de habla rusa . En 1897, los hablantes de rumano constituían solo alrededor del 7% de la población de Bender, mientras que el 33,4% eran judíos.
Tighina fue parte de la República Democrática de Moldavia en 1917-1918, y después de 1918, luego de la Unión de Besarabia con Rumanía, la ciudad perteneció al Reino de Rumania, donde fue la sede del condado de Tighina . En 1918, fue controlada brevemente por la República Soviética de Odesa, que fue expulsada por el ejército rumano. La población local criticaba a las autoridades rumanas; El separatismo prosoviético siguió siendo popular. El día de Pascua de 1919, el puente sobre el río Dniéster fue volado por el Ejército Francés para impedir que los bolcheviques llegaran a la ciudad. En el mismo año, hubo un levantamiento prosoviético en Bender, que intentaba unir la ciudad a la recién fundada Unión Soviética. Varios cientos de trabajadores comunistas y miembros del Ejército Rojo de Besarabia, encabezados por Grigori Stary, tomaron el control en Bender el 27 de mayo. Sin embargo, el levantamiento fue aplastado el mismo día por el ejército rumano.
Rumania lanzó una política de rumanización y ahora se desalentó y, en ciertos casos, se restringió el uso del ruso. En Bender, sin embargo, el ruso siguió siendo el idioma más hablado de la ciudad, siendo nativo del 53% de sus residentes en 1930. Aunque su proporción se había duplicado, los hablantes de rumano constituían solo el 15%.
Junto con Besarabia, la ciudad fue ocupada por la Unión Soviética el 28 de junio de 1940, tras un ultimátum. En el transcurso de la Segunda Guerra Mundial, fue retomada por Rumania en julio de 1941 (en virtud del cual se firmó un tratado sobre la ocupación de Transnistria un mes después), y nuevamente por la Unión Soviética en agosto de 1944. La mayoría de los judíos de la ciudad fueron asesinados durante el Holocausto, aunque Bender siguió teniendo una importante comunidad judía hasta que la mayoría emigró después de la disolución de la Unión Soviética.
De 1940 a 1941 y de 1944 a 1991 fue una de las cuatro "ciudades republicanas", no subordinadas a un distrito, de la República Socialista Soviética de Moldavia, una de las 15 repúblicas de la Unión Soviética. Desde 1991, la ciudad ha sido disputada entre la República de Moldavia y Transnistria. Debido a la ubicación estratégica clave de la ciudad en la margen derecha del río Dniéster, a 10 km (6 millas) de la margen izquierda de Tiráspol, Bender vio los combates más intensos de la Guerra de Transnistria de 1992 durante la Batalla de Bender. Desde entonces, está controlado por las autoridades de Transnistria, aunque formalmente se encuentra en la zona desmilitarizada establecida al final del conflicto.
Las autoridades moldavas controlan la comuna de Varnița, un suburbio que bordea la ciudad por el norte. Las autoridades de Transnistria controlan las comunas suburbanas de Proteagailovca, que limita con la ciudad al oeste y Gîsca, que limita con la ciudad al suroeste. También controlan Chițcani y Cremenciug , más al sureste, mientras que los moldavos controlan Copanca, más al sureste.

## Centros culturales
En Bender está la famosa catedral de la Transfiguración del siglo XIX, la fortaleza de Bender y monumentos como el vehículo de infantería o la estación de tren. Todos han influido mucho en la ciudad. La mayoría de los turistas vienen a Bender por los centros culturales.

## Administración (de facto)
Nikolai Gliga es el jefe de la administración estatal de Bender (de facto) desde 2015.
Lista de jefes de la administración estatal de Bender (de facto)
Tom Zenovich (1995 ~ 30 de octubre de 2001)
- Aleksandr Posudnevsky (30 de octubre de 2001 ~ 11 de enero de 2007)
- Vyacheslav Kogut (11 de enero de 2007 ~ 5 de enero de 2012)
- Aleksandr Moskalyov, Jefe de Administración interino (5 de enero de 2012 ~ 9 de febrero de 2012)
- Valery Kernichuk (9 de febrero de 2012 ~ 15 de noviembre de 2012)
- Yuriy Gervazyuk (24 de enero de 2013 ~ 18 de marzo de 2015)
- Lada Delibalt (20 de marzo de 2015 ~ 7 de abril de 2015)
- Nikolai Gliga (7 de abril de 2015 ~ Actualidad)

## Gallery

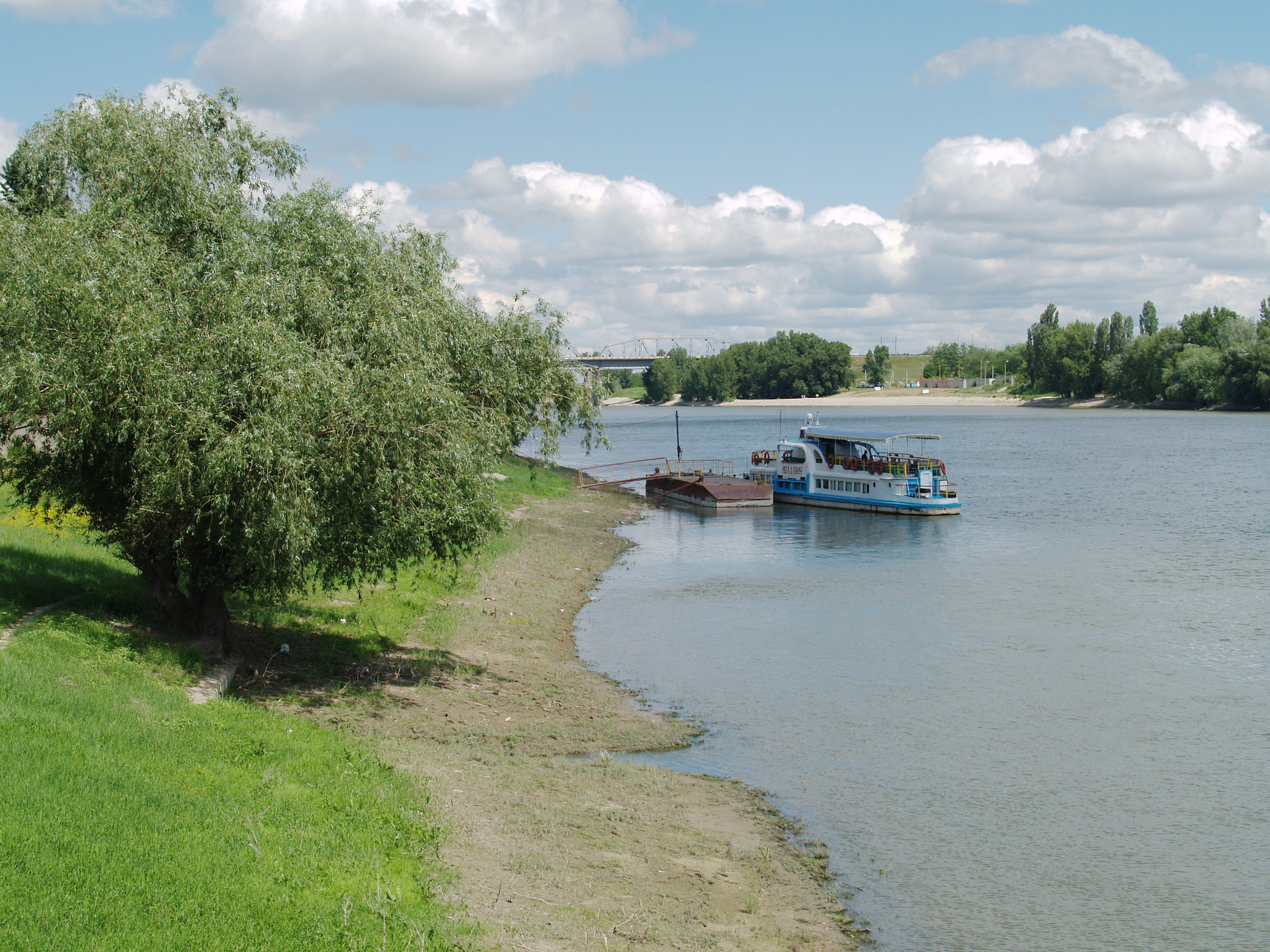
Dniéster en Tighina
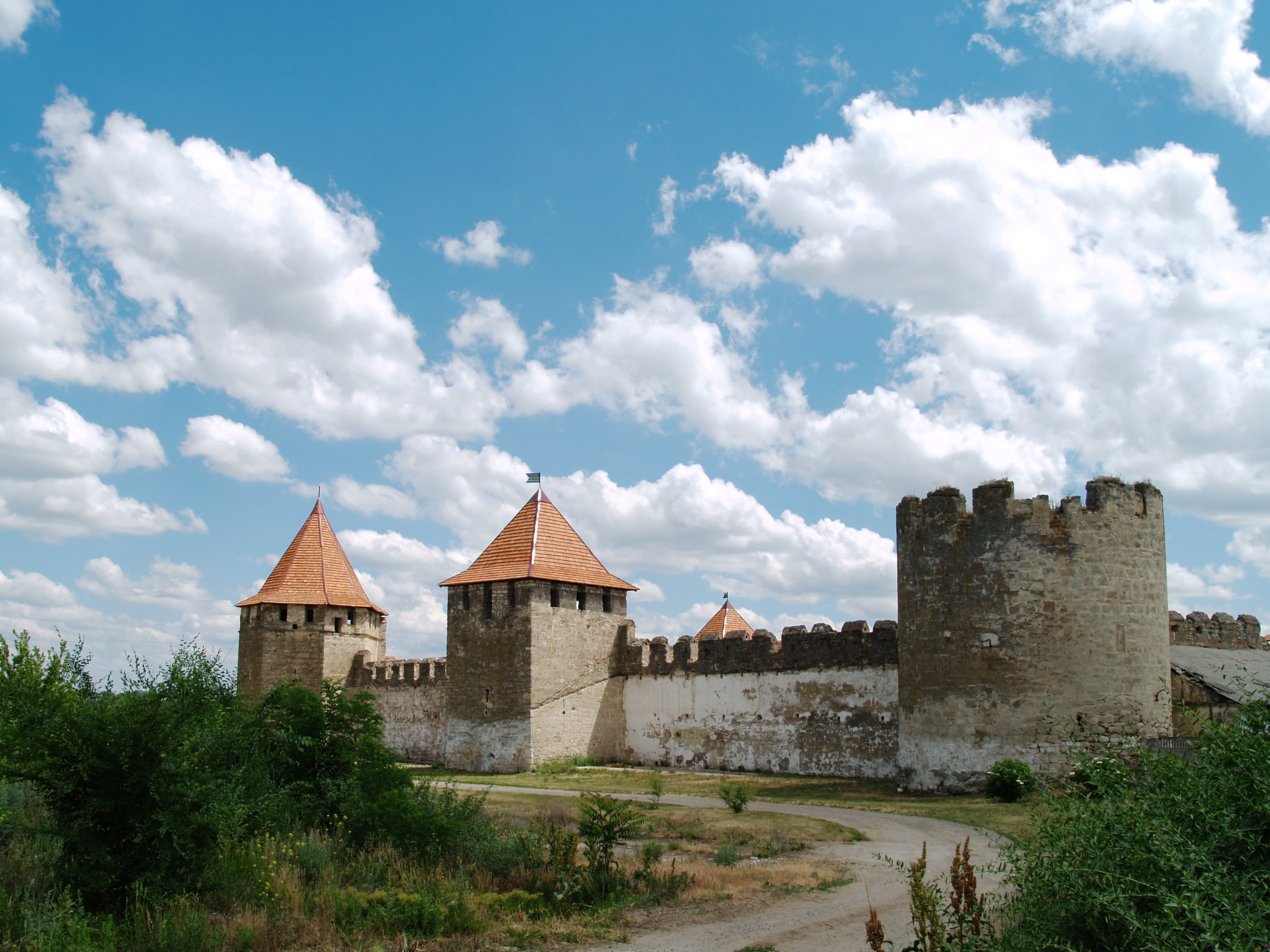
Lado norte de la Fortaleza de Tighina
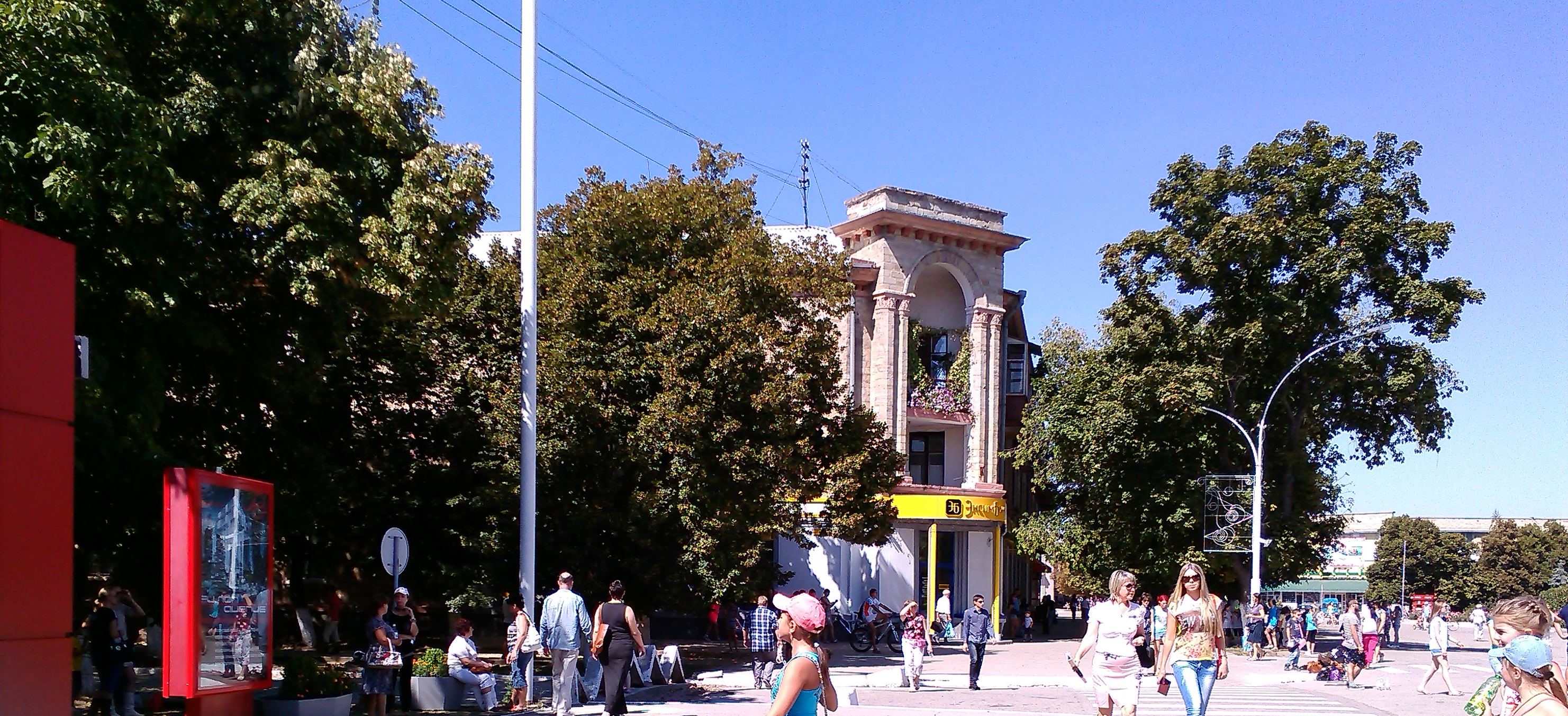
Plaza de la Libertad en Tighina
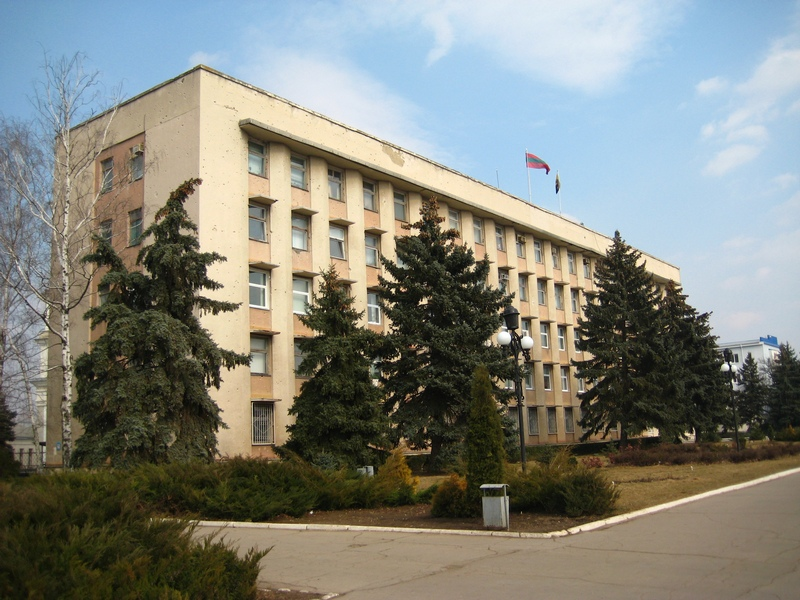
Comité Ejecutivo de la Ciudad de Tighina
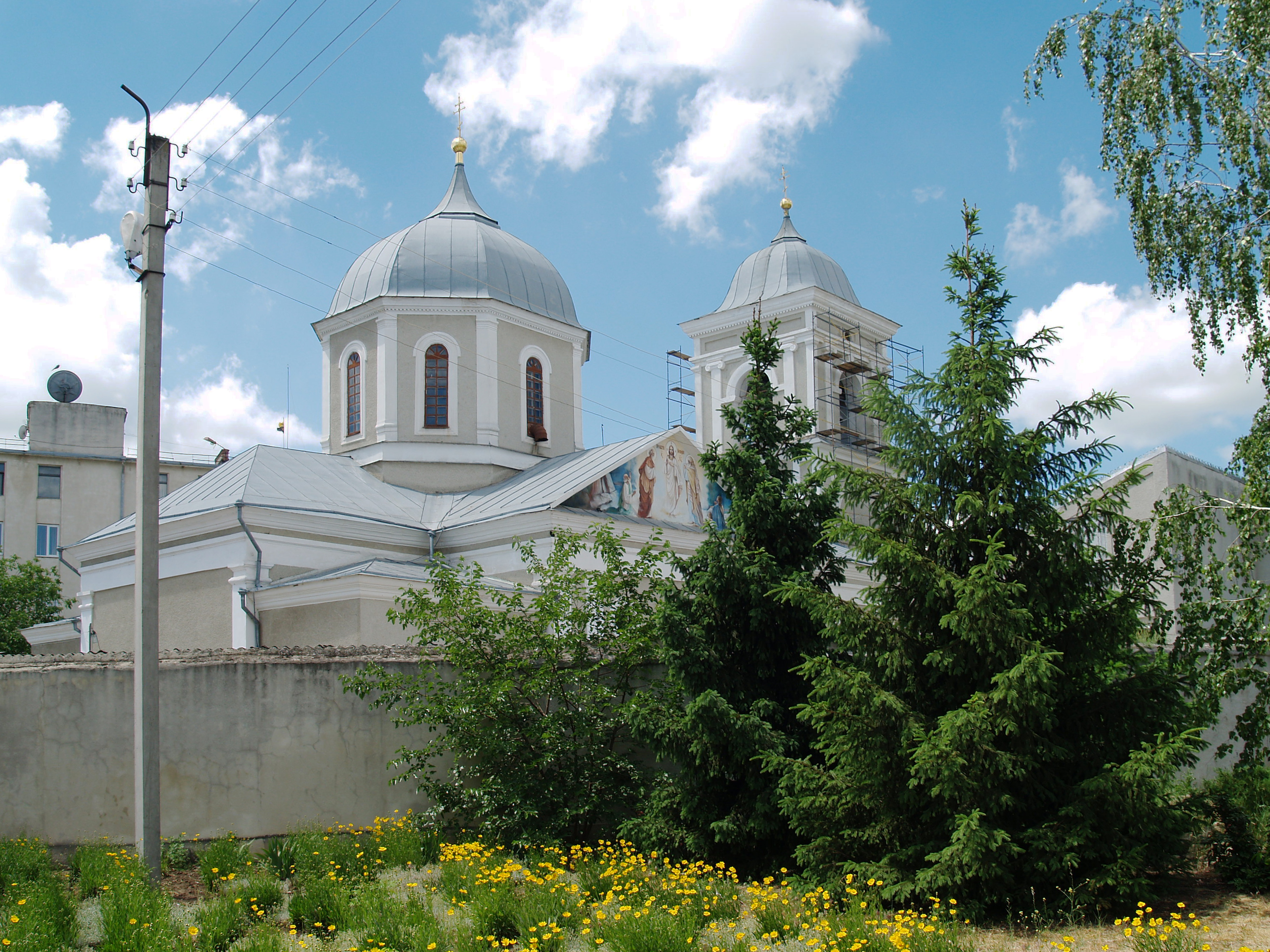
Catedral de la Transfiguración en Tighina
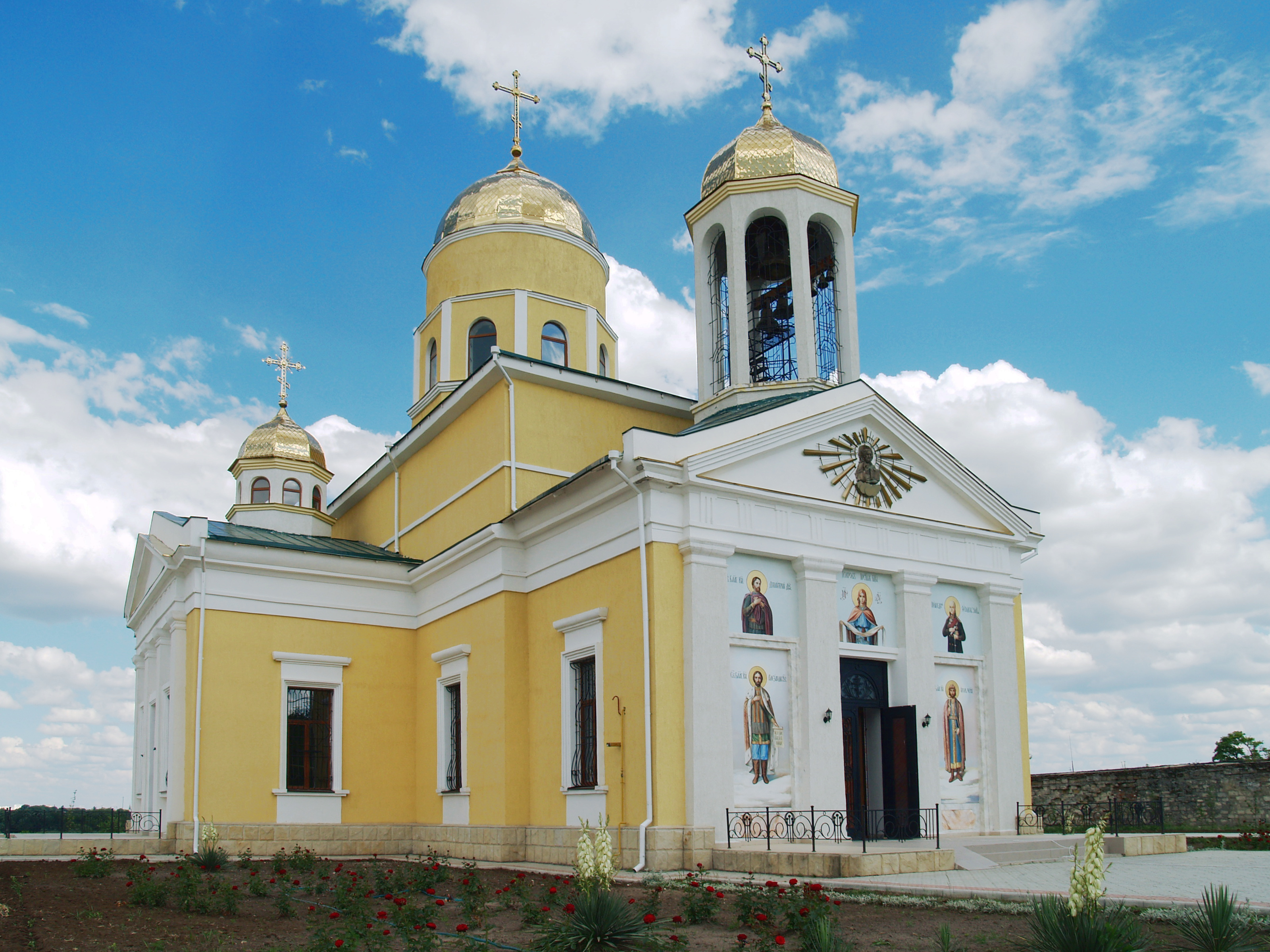
Iglesia en la Fortaleza de Tighina
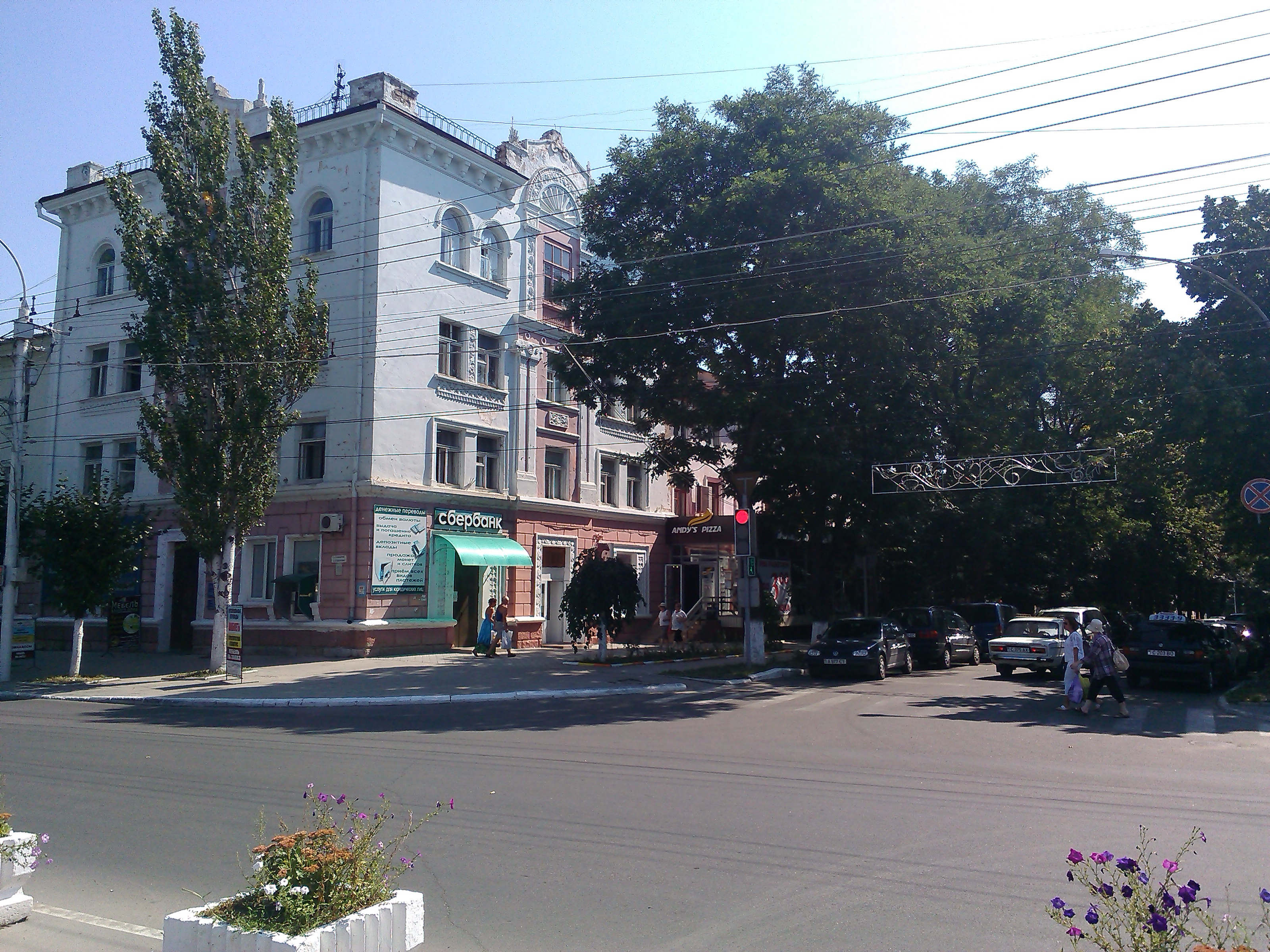
Centro de la ciudad
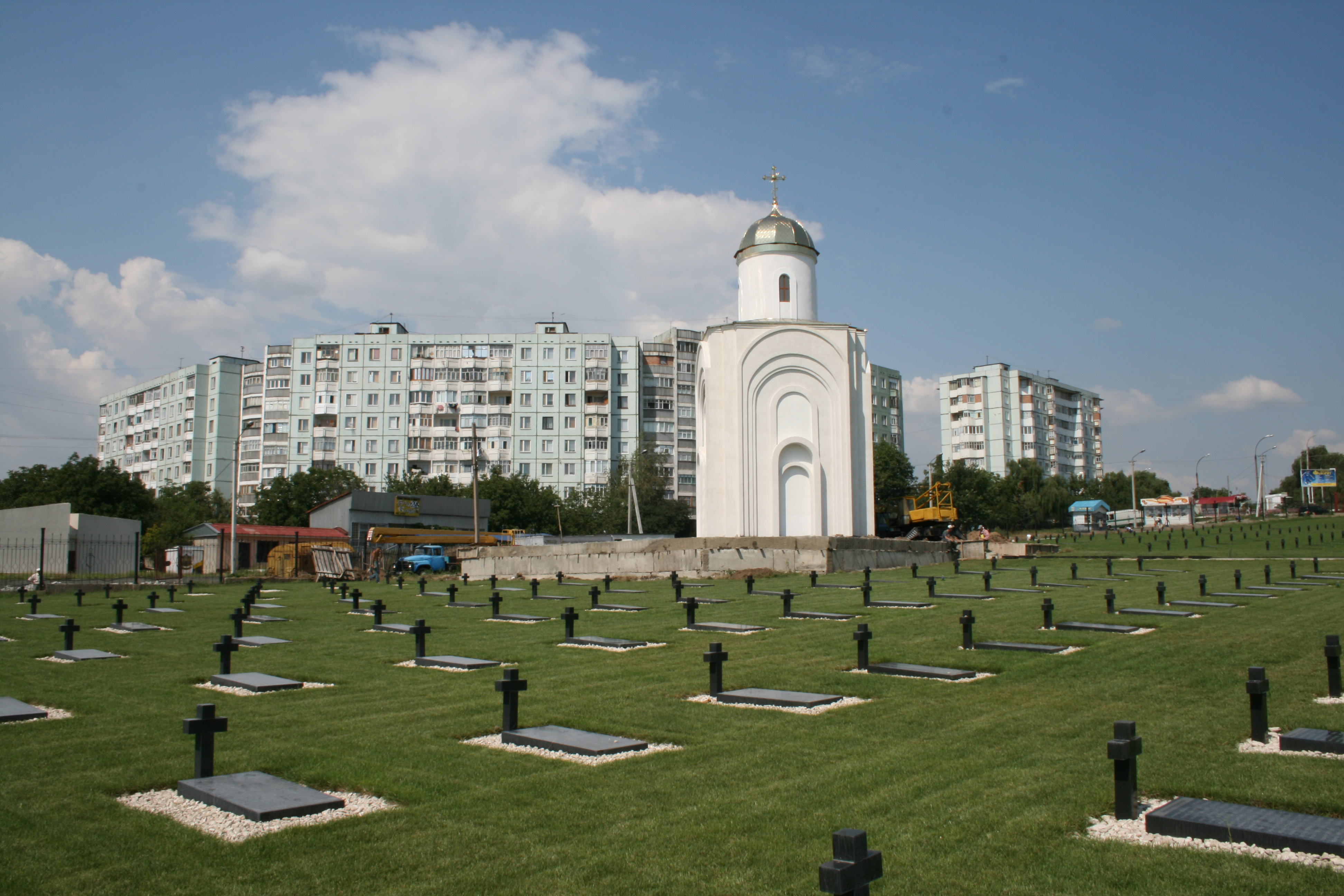
El histórico cementerio militar de Tighina
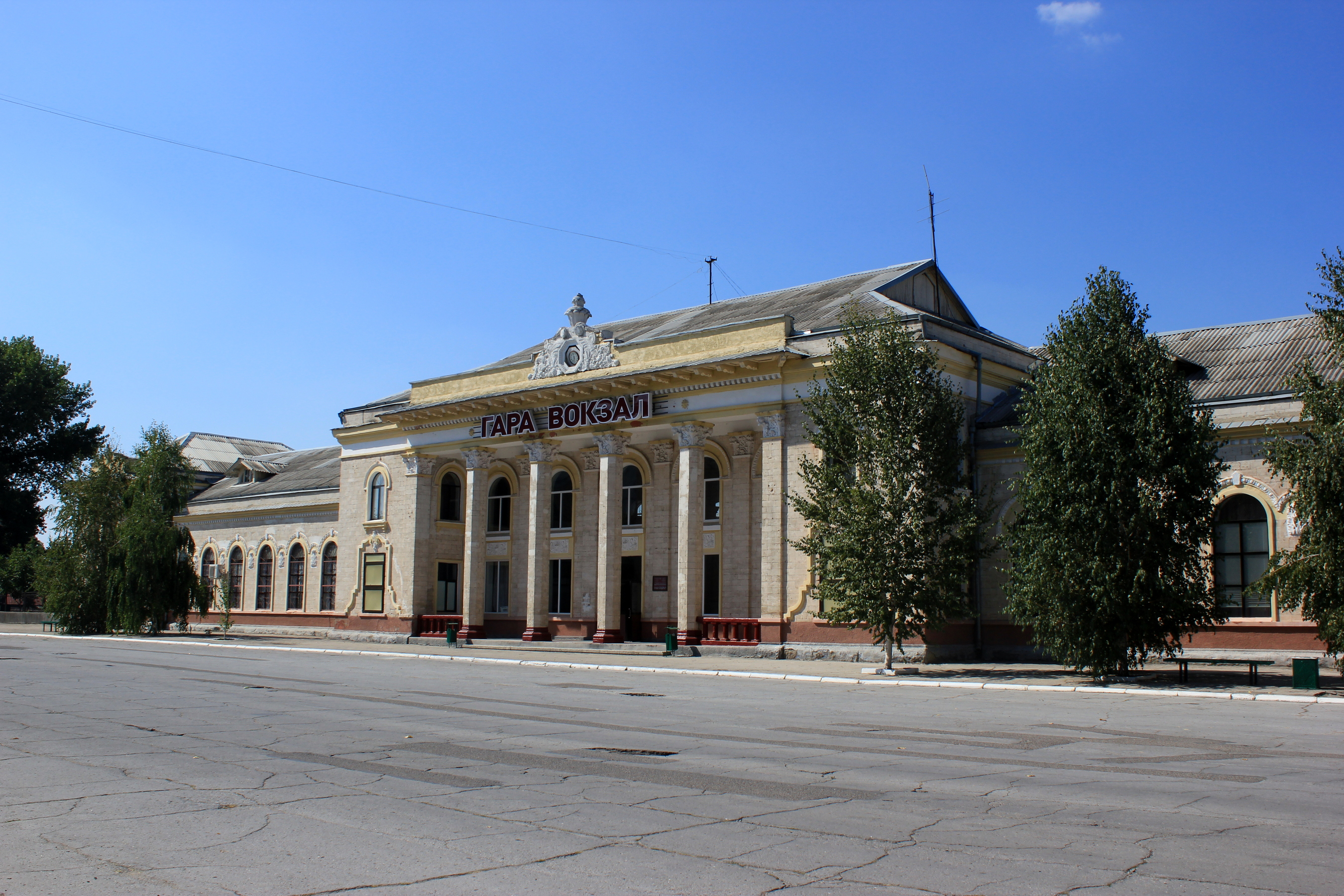
Estación de tren Bender
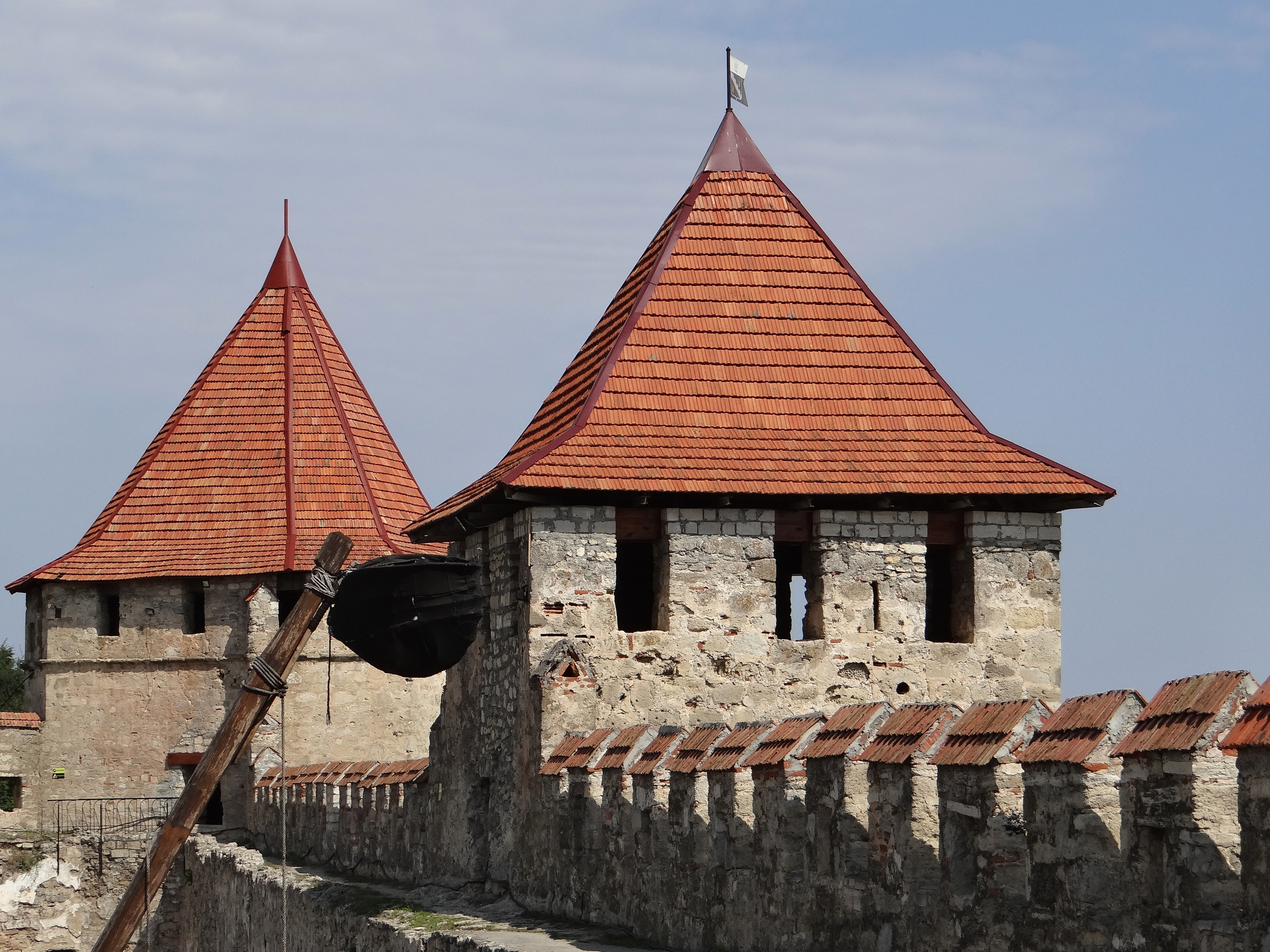
Fortaleza de Tighina
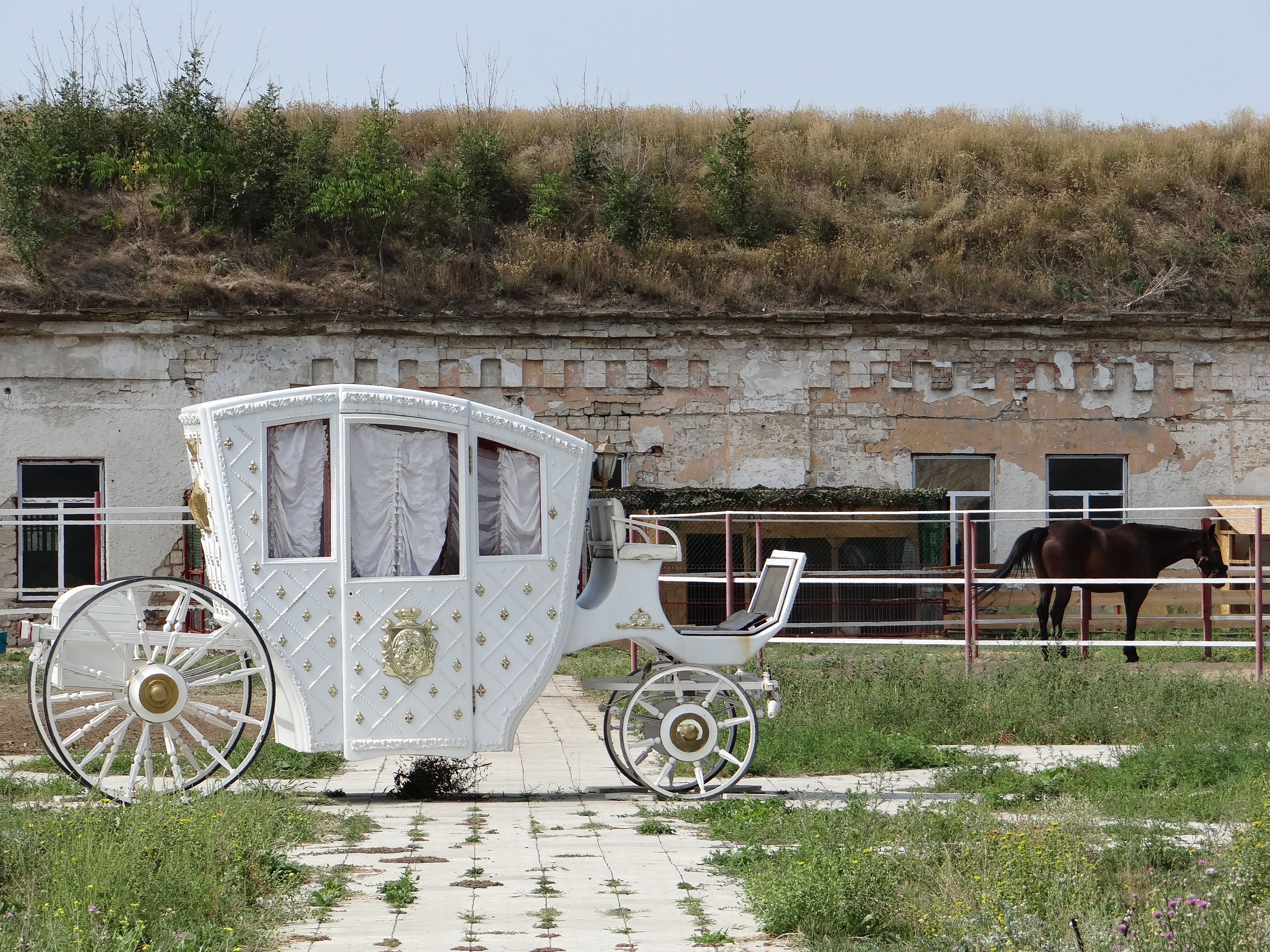
Caballo y carruaje en la Fortaleza de Tighina
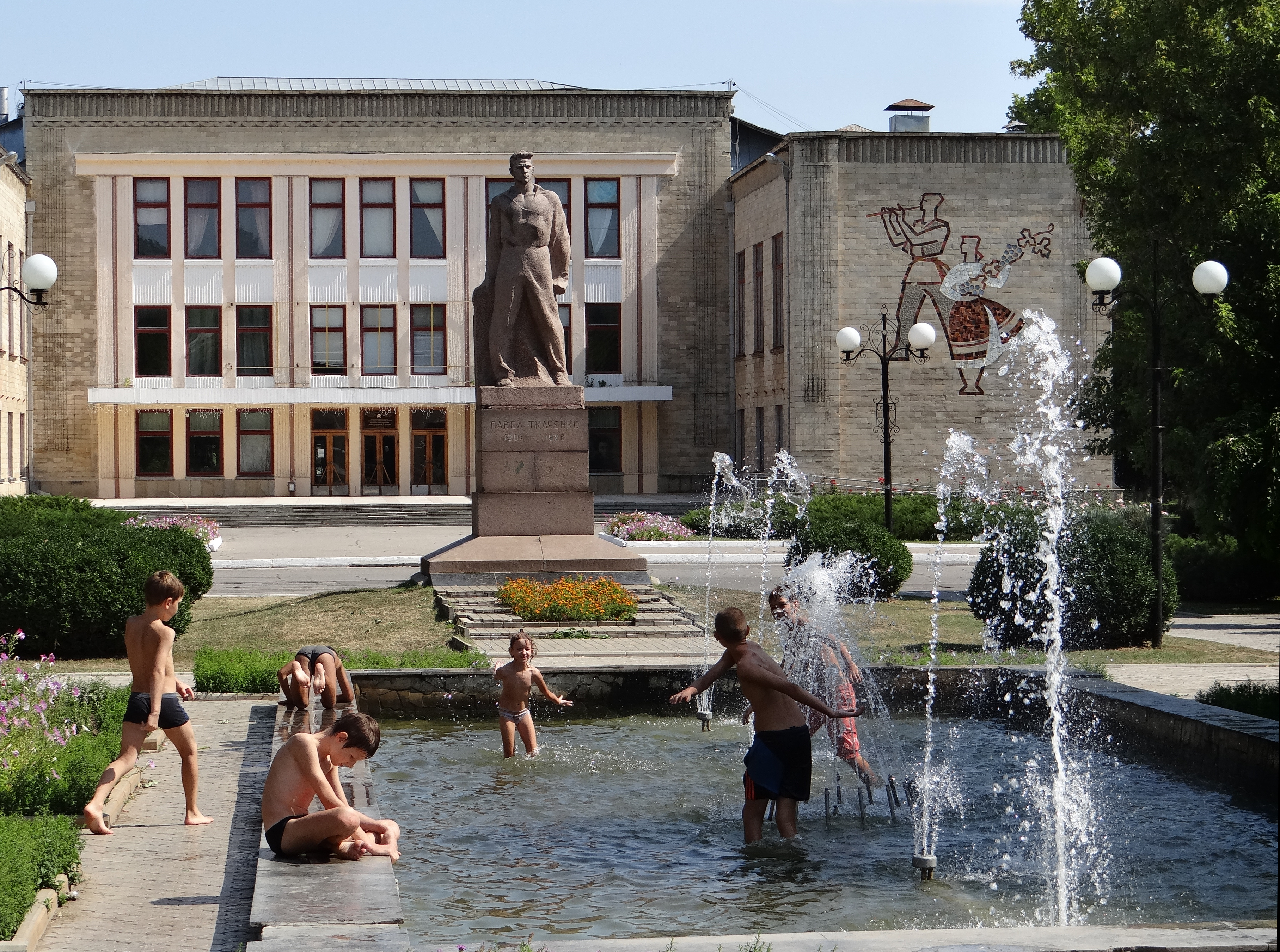
Fuente del centro
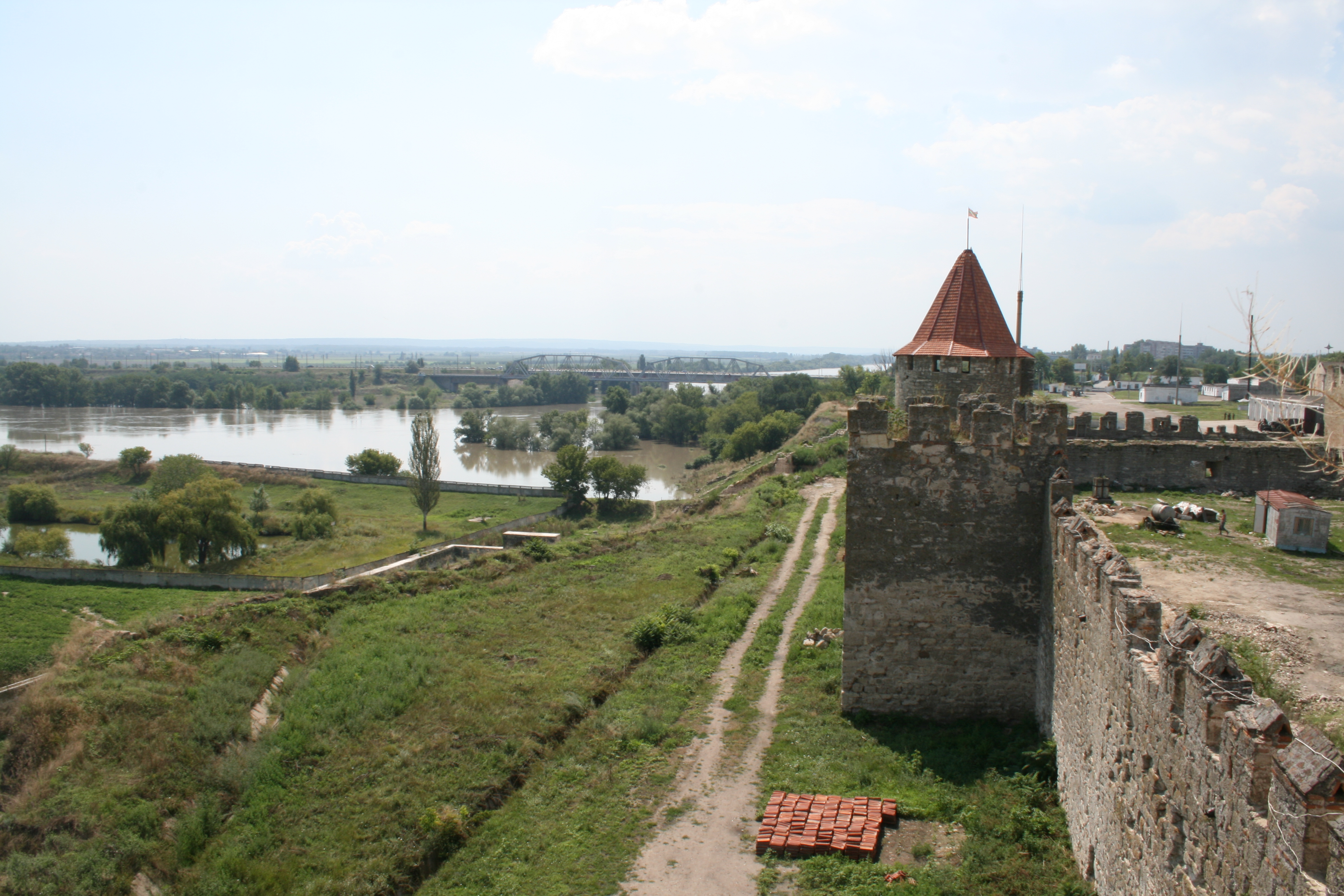
Los restos de las murallas de la fortaleza con el río Dniéster al fondo

## Clima
| Parámetros climáticos promedio de Bendery | Parámetros climáticos promedio de Bendery | Parámetros climáticos promedio de Bendery | Parámetros climáticos promedio de Bendery | Parámetros climáticos promedio de Bendery | Parámetros climáticos promedio de Bendery | Parámetros climáticos promedio de Bendery | Parámetros climáticos promedio de Bendery | Parámetros climáticos promedio de Bendery | Parámetros climáticos promedio de Bendery | Parámetros climáticos promedio de Bendery | Parámetros climáticos promedio de Bendery | Parámetros climáticos promedio de Bendery | Parámetros climáticos promedio de Bendery |
| Mes                                       | Ene.                                      | Feb.                                      | Mar.                                      | Abr.                                      | May.                                      | Jun.                                      | Jul.                                      | Ago.                                      | Sep.                                      | Oct.                                      | Nov.                                      | Dic.                                      | Anual                                     |
| ----------------------------------------- | ----------------------------------------- | ----------------------------------------- | ----------------------------------------- | ----------------------------------------- | ----------------------------------------- | ----------------------------------------- | ----------------------------------------- | ----------------------------------------- | ----------------------------------------- | ----------------------------------------- | ----------------------------------------- | ----------------------------------------- | ----------------------------------------- |
| Temp. máx. media (°C)                     | 0.5                                       | 1.6                                       | 6.3                                       | 14.7                                      | 20.9                                      | 24.6                                      | 26.5                                      | 26.2                                      | 21.8                                      | 15.2                                      | 8                                         | 3.3                                       | 14.1                                      |
| Temp. media (°C)                          | -2.4                                      | -1.3                                      | 2.9                                       | 10.2                                      | 16.1                                      | 19.8                                      | 21.6                                      | 21                                        | 16.7                                      | 10.8                                      | 4.8                                       | 0.5                                       | 10.1                                      |
| Temp. mín. media (°C)                     | -5.3                                      | -4.1                                      | -0.4                                      | 5.8                                       | 11.4                                      | 15.1                                      | 16.7                                      | 15.9                                      | 11.7                                      | 6.4                                       | 1.7                                       | -2.2                                      | 6.1                                       |
| Precipitación total (mm)                  | 35                                        | 36                                        | 30                                        | 36                                        | 48                                        | 68                                        | 65                                        | 42                                        | 43                                        | 26                                        | 37                                        | 37                                        | 503                                       |
| Fuente: CLIMATE-DATA.ORG                  |                                           |                                           |                                           |                                           |                                           |                                           |                                           |                                           |                                           |                                           |                                           |                                           |                                           |

## Población y Cultura
Aparte de ser una de las ciudades más grandes de Moldavia, es la tercera urbe más importante del país, tras Chisináu y Tiráspol. Solo un 26% de la población son moldavos, porque la mayor parte de los habitantes son rusos, con un 43%. La otra parte de la población está compuesta por ucranianos (17%) y el resto, que son procedentes de otros países (14%).
En 1920, la población de Bender era de aproximadamente 26.000 habitantes. En ese momento, un tercio de la población era judía. Un tercio de la población era rumana. Los alemanes, rusos y búlgaros también se mezclaron con la población durante ese tiempo.
En el Censo de 2004, la ciudad tenía una población de 100.169, de los cuales la ciudad misma 97.027, y la comuna de Proteagailovca, 3.142.
| Ethnic composition      |             |             |             |             |             |                 |                |                  |             |     |
| Ethnic group            | 1930 census | 1959 census | 1970 census | 1979 census | 1989 census | 2004 census     | 2004 census    | 2004 census      | 2004 census |     |
| Ethnic group            | 1930 census | 1959 census | 1970 census | 1979 census | 1989 census | the city itself | Proteagailovca | The municipality | %           |     |
| Russians                | 15,116      | N/A         | N/A         | N/A         | 57,800      | 41,949          | 1,482          | 43,431           | 43.35%      |     |
| Moldovans1              | -           | N/A         | N/A         | N/A         | 41,400      | 24,313          | 756            | 25,069           | 25.03%      |     |
| Romanians1              | 5,464       | N/A         | N/A         | N/A         | -           | 61              | 0-5            | 61-66            | 0.06%       |     |
| Ukrainians2             | -           | N/A         | N/A         | N/A         | 25,100      | 17,348          | 658            | 18,006           | 17.98%      |     |
| Ruthenians2             | 1,349       | N/A         | N/A         | N/A         | -           | -               | -              | -                | -           |     |
| Bulgarians              | 170         | N/A         | N/A         | N/A         | 3,800       | 3,001           | 163            | 3,164            | 3.16%       |     |
| Gagauzians              | 40          | N/A         | N/A         | N/A         | 1,600       | 1,066           | 25             | 1,091            | 1.09%       |     |
| Jews                    | 8,279       | N/A         | N/A         | N/A         | -           | 383             | 2              | 385              | 0.38%       |     |
| Germans                 | 243         | N/A         | N/A         | -           | -           | 258             | 6              | 264              | 0.26%       |     |
| Poles                   | 309         | N/A         | N/A         | N/A         | -           | 190             | 0-12           | 190-202          | 0.20%       |     |
| Armenians               | 46          | N/A         | N/A         | N/A         | -           | 173             | 0-16           | 173-189          | 0.18%       |     |
| Roma                    | 24          | N/A         | N/A         | N/A         | -           | 132             | 0-5            | 132-137          | 0.13%       |     |
| Belorussians            | 188         | N/A         | N/A         | N/A         | -           | 713             | 19             | 732              | 0.73%       |     |
| others                  | 188         | N/A         | N/A         | N/A         | 8,300       | 7,440           | 0-31           | 7,440-7,471      | 7.44%       |     |
| non-declared            | 51          | N/A         | N/A         | -           | 8,300       | 7,440           | 0-31           | 7,440-7,471      | 7.44%       | N/A |
| Greeks                  | 37          | N/A         | N/A         | -           | 8,300       | 7,440           | 0-31           | 7,440-7,471      | 7.44%       | N/A |
| Hungarians              | 24          | N/A         | N/A         | N/A         | 8,300       | 7,440           | 0-31           | 7,440-7,471      | 7.44%       | N/A |
| Serbs, Croats, Slovenes | 22          | N/A         | N/A         | N/A         | 8,300       | 7,440           | 0-31           | 7,440-7,471      | 7.44%       | N/A |
| Czechs, Slovaks         | 19          | N/A         | N/A         | N/A         | 8,300       | 7,440           | 0-31           | 7,440-7,471      | 7.44%       | N/A |
| Turks                   | 2           | N/A         | N/A         | N/A         | 8,300       | 7,440           | 0-31           | 7,440-7,471      | 7.44%       | N/A |
| Albanians               | 1           | N/A         | N/A         | N/A         | 8,300       | 7,440           | 0-31           | 7,440-7,471      | 7.44%       | N/A |
| Total                   | 31,384      | 43,000      | 72,300      | 101,292     | 138,000     | 97,027          | 3,142          | 100,169          | 100%        |     |

Nota: 1 Desde la independencia de Moldavia, ha habido controversia continua sobre si los rumano y los moldavos deben contarse oficialmente como el mismo grupo étnico o no. En el censo, cada ciudadano solo podía declarar una nacionalidad. En consecuencia, uno no podía declararse a la vez moldavo y rumano.
Nota: 2La población ucraniana de Besarabia se contaba en el pasado como "rutenos"
| Idioma nativo                |             |             |
| Idioma                       | 1930 census | 2004 census |
| ruso                         | 16,566      | N/A         |
| Yiddish                      | 8,117       | N/A         |
| rumano                       | 4,718       | N/A         |
| ucraniano                    | 1,286       | N/A         |
| alemán                       | 225         | N/A         |
| polaco                       | 219         | N/A         |
| búlgaro                      | 78          | N/A         |
| turco                        | 26          | N/A         |
| griego                       | 21          | N/A         |
| húngaro                      | 20          | N/A         |
| Idiomas romances             | 16          | N/A         |
| checo, eslovaco              | 14          | N/A         |
| armenio                      | 11          | N/A         |
| Idioma serbocroata, esloveno | 8           | N/A         |
| albanés                      | 2           | N/A         |
| other                        | 11          | N/A         |
| non-declared                 | 46          | N/A         |
| Total                        | 31,384      | 100,169     |

Dinámica de la población por años:

## Medios
- Radio Chișinău 106.1 FM

## Gente Notable

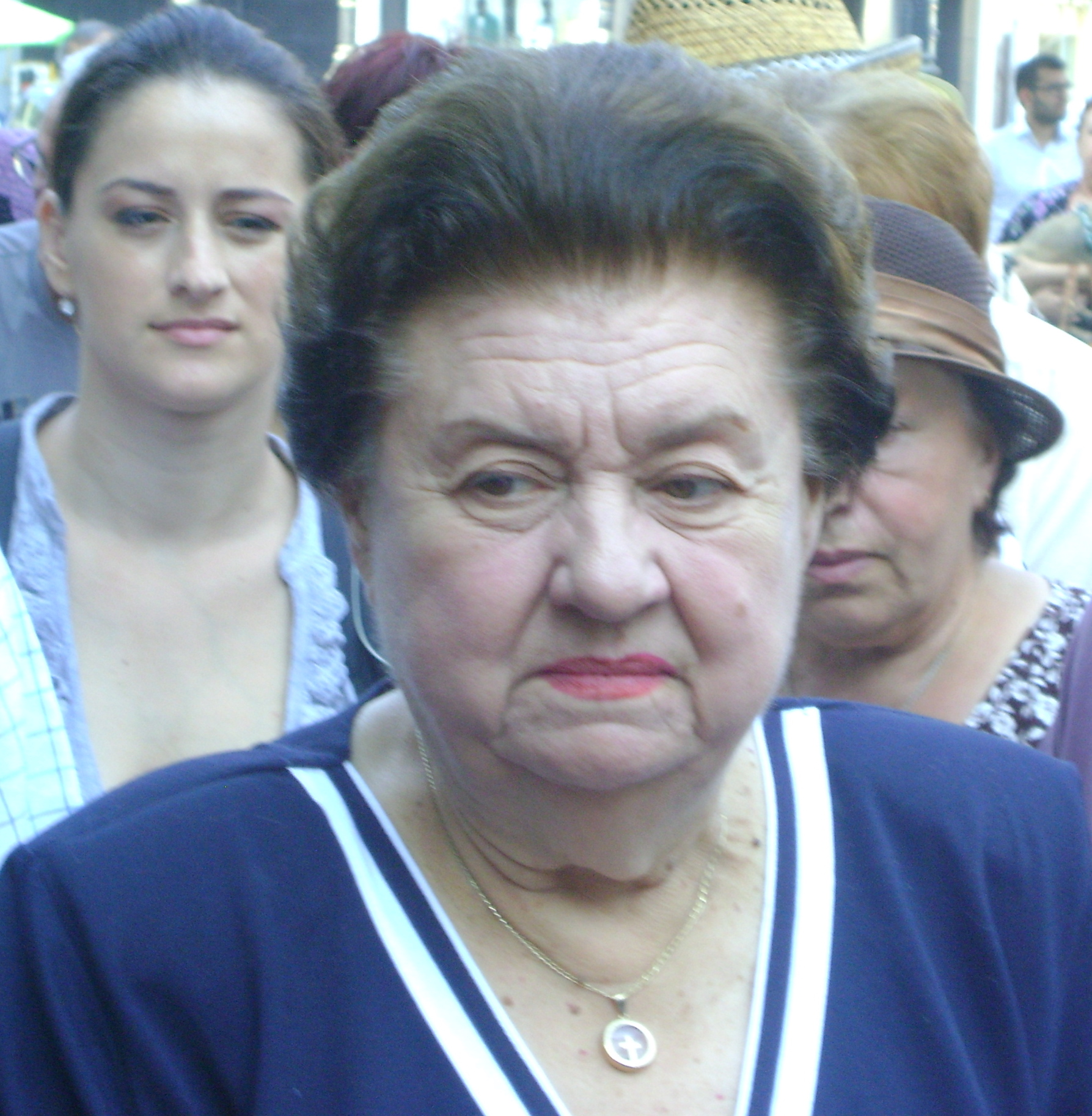
Tamara Buciuceanu

- Mehmed Selim Pasha (1771 en Bender - 1831 en Damasco) apodo: "Benderli" fue un estadista otomano y Gran Visir del Imperio otomano 1824/1828
- Lev Berg (1876 en Bender - 1950 en Leningrado), geógrafo, biólogo e ictiólogo judío ruso
- Boris Solotareff (1889 en Bender - 1966 en Nueva York, Estados Unidos) fue un pintor ruso. Su trabajo estaba en la corriente principal del expresionismo de Europa Oriental, con influencias del Art déco de la época en que vivía en París, [[Francia]
- Jerzy Neyman (1894 en Bendery - 1981) fue un matemático y estadista polaco
- Baruch Agadati (1895 en Bendery - 1976 en Israel) fue un bailarín de ballet clásico, coreógrafo, pintor, productor y director de cine israelí nacido en el Imperio Ruso.
- Sir Michael Postan FBA (1899 en Bender - 1981 en Cambridge, Reino Unido) fue un historiador británico
- Yosef Kushnir (nacido en 1900 en Bender - 1983 en Israel) fue un político israelí que sirvió en la Knéset (Knesset)
- Maurice Raizman (1905 en Bendery - 1974 en París, Francia) fue un maestro de ajedrez francés.
- Yevgeny Fyodorov (1910 en Bender - 1981) fue un geofísico, estadista, figura pública y académico soviético.
- Zrubavel Gilad (1912 en Bender - 1988 en Israel) fue un poeta, editor y traductor hebreo.
- Tamara Buciuceanu (nacida en 1929 en Tighina - 2019 en Bucarest, Rumania) una personalidad rumana del teatro, la cine y la televisión
- Ilarion Ciobanu (1931 en Ciucur, Tighina - 2008 en Bucarest, Rumania) fue un actor rumano
- Emil Constantinescu (nacido en 1939 en Tighina), profesor y político rumano, que se desempeñó como tercer presidente de Rumania, de 1996 a 2000
- Petro Poroshenko (nacido en 1965) es el quinto presidente de Ucrania. Pasó su infancia y juventud en Bender, donde su padre Oleksiy dirigía una planta de construcción de maquinaria
- Vadim Krasnoselsky (nacido en 1970) es un político de Transnistria que fue elegido presidente en 2016. Ha vivido en Bender desde los 8 años, cuando su padre fue trasladado a una base militar local en 1978
- Ilie Cazac (nacido en 1985 en Tighina) es un ex inspector de impuestos moldavo y preso político

## Deportes
- Veaceslav Semionov Veaceslav Semionov (nacido en 1956 en Bender) es un entrenador de fútbol moldavo y ex futbolista. Desde noviembre de 2014 es el entrenador en jefe del club de fútbol moldavo [FC Dacia Chișinău]]
- Fedosei Ciumacenco (nacido en 1973 en Bender) es un atleta olímpico moldavo que compitió en la distancia de 20 kilómetros en los Juegos Olímpicos de Verano: 1996, 2000, 2004 y 2008. 1996, 2000, 2004 y 2008
- Serghei Stolearenco (nacido en 1978 en Bender), un ex nadador moldavo de estilo libre de velocidad, compitió en los 50 metro estilo libre masculino en los Juegos Olímpicos de verano de 2000
- Alexandru Melenciuc (nacido en 1979 en Bender) es un futbolista moldavo. Actualmente juega en el Navbahor Namangan
- Andrei Tcaciuc (nacido en 1982 en Bender) es un mediocampista de fútbol moldavo que juega en el FC Speranța Crihana Veche
- Igor Bugaiov ((nacido en 1984 en Bender), futbolista, que juega en el FC Irtysh Pavlodar
- Alexei Casian (nacido en 1987 en Bender), centrocampista de fútbol de Moldavia que representa a Lane Xang Intra F.C.
- Vadim Cemîrtan (nacido en 1987 en Tighina), delantero de fútbol moldavo que juega en el FC Bunyodkor
- Artyom Khachaturov (nacido en 1992 en Bender) es un futbolista armenio-moldavo que actualmente juega en el club de futbol moldavo FC Zimbru Chișinău

## Deporte
El FC Dinamo Bender es el club de fútbol profesional de la ciudad y anteriormente jugó en la principal liga de fútbol de Moldavia, la Divizia Naţională, antes de descender.

## Ciudades hermanadas
- Beira, Mozambique
- Cavriago, Italia
- Dubăsari, Moldavia
- Montesilvano, Italia
- Ochamchire, Georgia